# Kothanahalli, Nanjangud
Kothanahalli là một làng thuộc tehsil Nanjangud, huyện Mysore, bang Karnataka, Ấn Độ.